# ギリック (スコットランド王)
ギリック・マク・ドゥンガイル（英語: Giric mac Dúngail、832年‐889年）はスコットランド王（在位：878年‐889年）。ドナルド1世の息子。親類のストラスクライド王ヨーカを共同統治者に迎えた。生前は「ピクト人の王（Rex Pictorum）」を名乗ったが、アルバ王として扱われることが多い。

## 人物
父・ドナルド1世の死後、伯父のケネス1世の二人の息子・コンスタンティン1世とエイが王位に就いた。878年、ギリックはエイを殺害してアルバ王に即位した。簒奪によって得た王権を強化するためにスコットランド南部に位置するストラスクライドの王であるヨーカ（母親がケネス1世の娘）を共同統治者とした。ギリックはその治世において、国内の教会を従来のピクト人の慣習による束縛から解放することに力を入れたため、後世にブリテン島におけるキリスト教の英雄として語り継がれることになった。また、ノーサンブリア王国に侵攻し、バーニシア地方を一時的に占領したとされる。889年にダンダーンにて死去。その死によって、初代スコットランド王ケネス1世の弟・ドナルド1世の血統は断絶し、それ以降の王は全員がケネス1世の直系子孫である。